# Magyar Rádióamatőr Szövetség
Der Magyar Rádióamatőr Szövetség (deutsch etwa „Ungarischer Funkamateurverband“), kurz MRASZ, ist der nationale Verband der Funkamateure in Ungarn.

## Geschichte
Der Verband ist eine gemeinnützige Gesellschaft, die ihre Mitglieder fördert und deren Aktivitäten unterstützt. Er wurde 1928 in Budapest gegründet.
Er ist Mitglied der International Amateur Radio Union (IARU Region 1), der internationalen Vereinigung von Amateurfunkverbänden, und vertritt dort die Interessen der ungarischen Funkamateure.